# William Andrew MacFie
William Andrew MacFie, född 21 mars 1807 i västra Skottland, död 21 augusti 1899 i Ljungskile, var en skotsk affärsman och curlingpionär.
MacFie tog curlingen med sig från Skottland till Uddevalla på 1840-talet då man började spela på Hamnen och Bäveån. Han var 1852 med till att bilda Bohuslänska Curlingklubben. 
MacFie blev i januari 1839 gift med sin kusin Jessie Thorburn (1818-1883), en skotska som bodde i Sverige. Paret bodde några år i Skottland men flyttade 1845 till Sverige och inköpte gården Anfasteröd vid Ljungskile. 
William Andrew Macfie dog 1899 på villa Corona Lyckorna i Ljungskile, 92 år gammal.